# 乙支路4街駅
乙支路4街(BCカード)駅（ウルチロサガえき）は、大韓民国ソウル特別市中区乙支路4街・鋳字洞にあるソウル交通公社の駅。

## 利用可能な鉄道路線
ソウル交通公社
 2号線 - 駅番号は204
 5号線 - 駅番号は535

## 歴史
- 1983年9月16日 - ソウル特別市地下鉄公社（当時）2号線・乙支路入口～聖水区間の開通とともに開業。
- 1996年12月30日 - ソウル特別市都市鉄道公社（当時）5号線・汝矣島～往十里区間の開業とともに乗換駅になる。
- 2005年1月1日 - ソウル特別市地下鉄公社がソウルメトロに改称。
- 2017年5月31日 - ソウルメトロとソウル特別市都市鉄道公社が統合され、ソウル交通公社の駅となる。

## 駅構造
2号線のホーム階は地下2階にある。相対式ホーム2面2線を有する地下駅で、フルスクリーンタイプのホームドアが設置されている。ホーム中程に5号線との連絡階段がある。
改札階は地下1階にあり、乙支路地下歩道と一体化している。改札口は2ヶ所あるが、いずれも内回り・外回りで別々に設置されている。化粧室は改札外に2ヶ所ある。
5号線のホーム階は地下5階にある。島式ホーム1面2線を有する地下駅で、フルスクリーンタイプのホームドアが設置されている。ホーム東大門歴史文化公園寄りに2号線内回り方面ホームへの連絡階段が、ホーム中程に改札階方面の階段と2号線外回り方面ホームへの連絡階段がある。
改札階は地下2階で、改札口は1ヶ所ある。改札外に2号線の改札階に繋がる階段がある。
出入口は1番から10番までの合計10ヶ所ある。

### のりば
案内上ののりば番号は設定されていない。 
| ホーム      | 路線        | 行先                                |             |
| 2号線ホーム | 2号線ホーム | 2号線ホーム                         | 2号線ホーム |
| ----------- | ----------- | ----------------------------------- | ----------- |
| 内回り      | 2号線       | 往十里・聖水・建大入口・蚕室方面    |             |
| 外回り      | 2号線       | 乙支路3街・市庁・忠正路・合井方面   |             |
| 5号線ホーム |             |                                     |             |
| 上り        | 5号線       | 鍾路3街・汝矣島・金浦空港・傍花方面 |             |
| 下り        | 5号線       | 往十里・千戸・上一洞・馬川方面      |             |

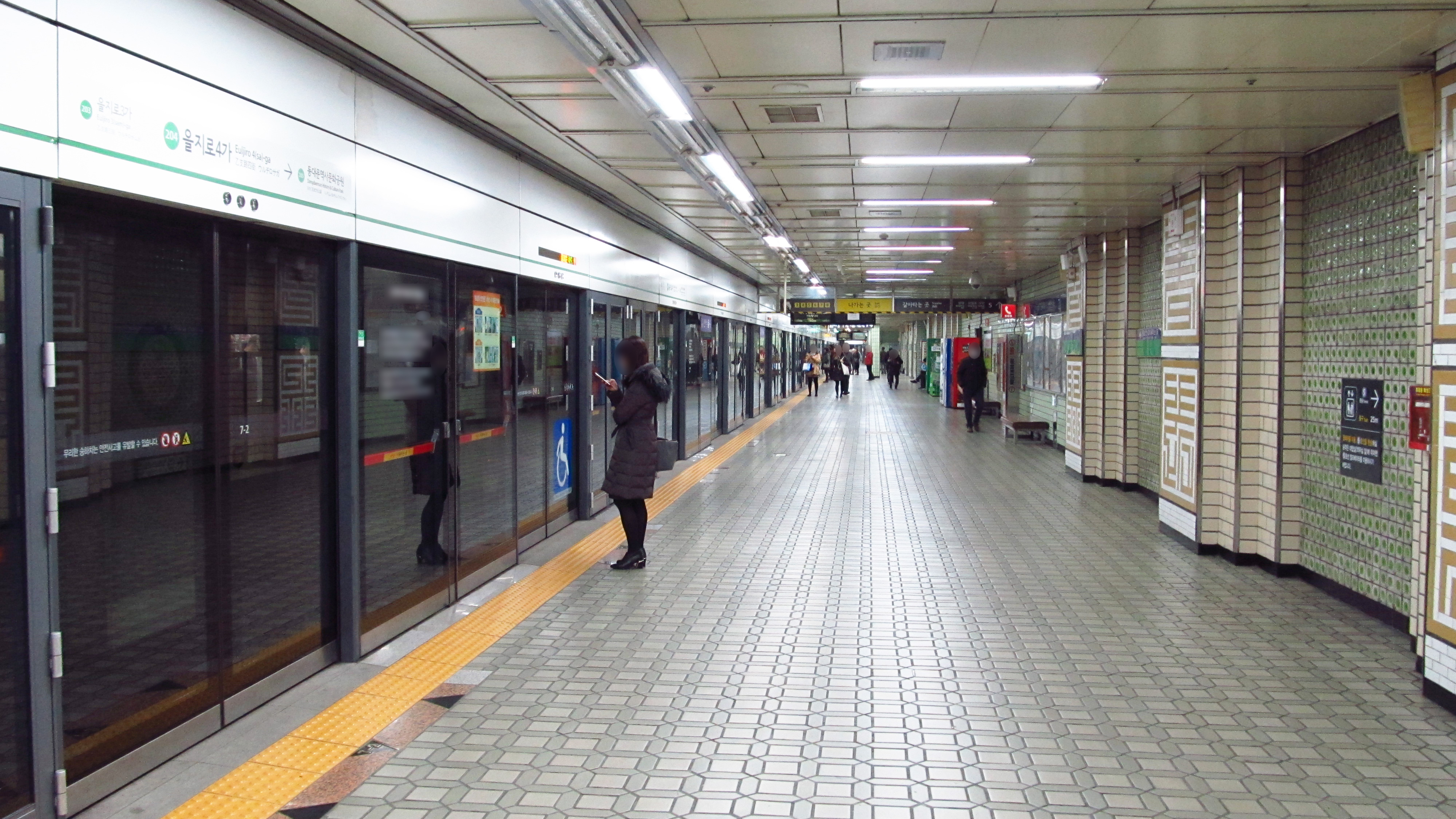
2号線ホーム（2018年11月22日）
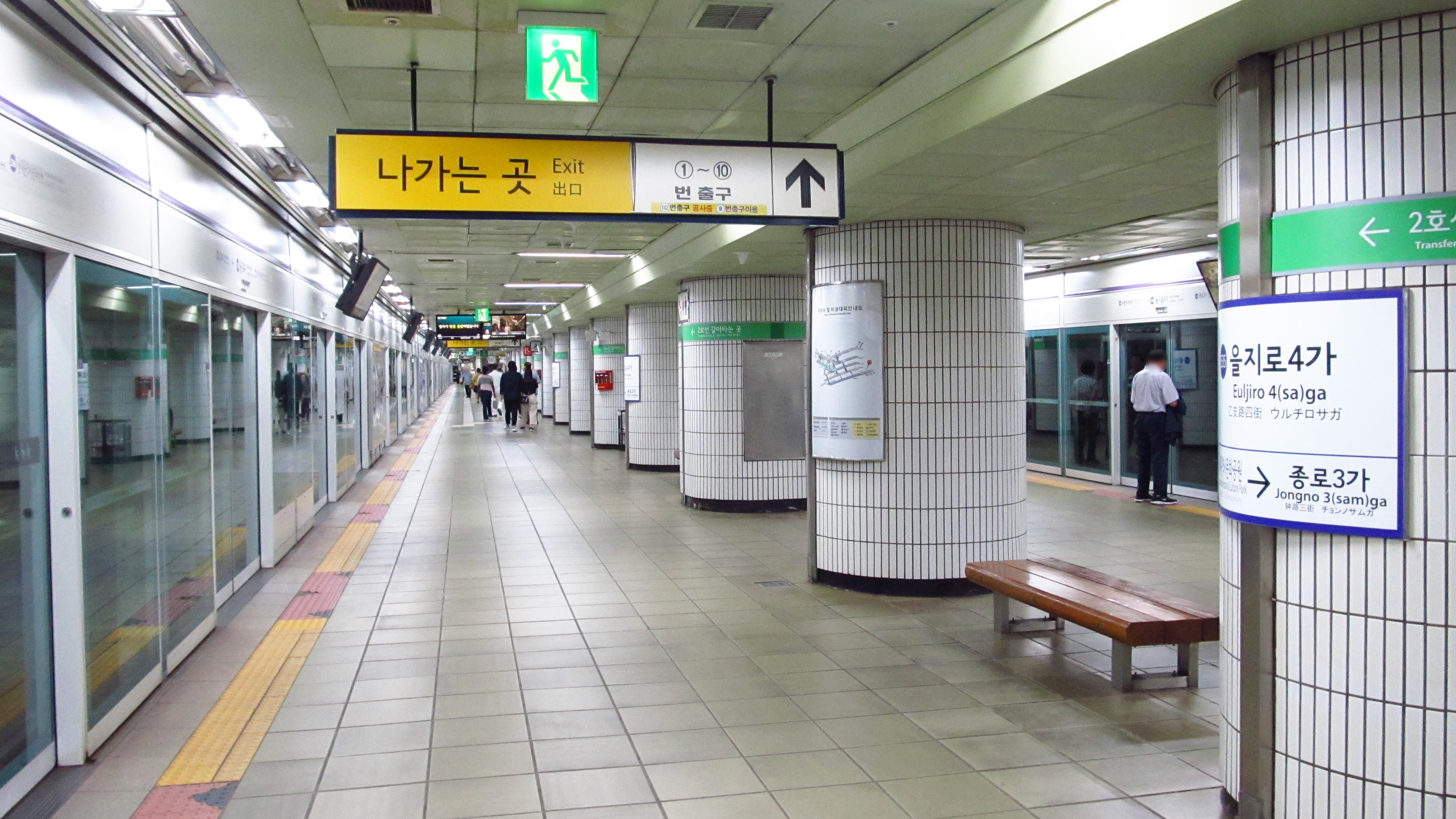
5号線ホーム（2018年9月15日）

## 利用状況
近年の一日平均利用人員推移は下記のとおり。
| 路線  | 路線     | 2000年 | 2001年 | 2002年 | 2003年 | 2004年 | 2005年 | 2006年 | 2007年 | 2008年 | 2009年 | 出典  |
| ----- | -------- | ------ | ------ | ------ | ------ | ------ | ------ | ------ | ------ | ------ | ------ | ----- |
| 2号線 | 乗車人員 | 15,466 | 15,761 | 15,508 | 14,425 | 14,639 | 14,576 | 14,444 | 13,912 | 13,294 | 13,385 | [ 1 ] |
| 2号線 | 降車人員 | 15,929 | 16,065 | 15,649 | 14,804 | 14,790 | 14,696 | 14,520 | 13,955 | 13,594 | 13,573 | [ 1 ] |
| 2号線 | 乗降人員 | 31,394 | 31,826 | 31,157 | 29,229 | 29,429 | 29,272 | 28,964 | 27,867 | 26,889 | 26,958 | [ 1 ] |
| 5号線 | 乗車人員 | 5,675  | 5,845  | 5,375  | 5,475  | 5,408  | 5,386  | 5,061  | 4,765  | 4,641  | 4,531  | [ 2 ] |
| 5号線 | 降車人員 | 6,287  | 6,428  | 5,858  | 5,747  | 5,727  | 5,809  | 5,539  | 5,189  | 4,998  | 4,875  | [ 2 ] |
| 5号線 | 乗降人員 | 11,962 | 12,273 | 11,233 | 11,223 | 11,134 | 11,195 | 10,600 | 9,954  | 9,639  | 9,406  | [ 2 ] |
| 路線  | 路線     | 2010年 | 2011年 | 2012年 | 2013年 | 2014年 | 2015年 | 2016年 |        |        |        |       |
| 2号線 | 乗車人員 | 12,994 | 12,859 | 12,420 | 12,524 | 13,062 | 13,066 |        |        |        |        |       |
| 2号線 | 降車人員 | 13,058 | 12,752 | 12,308 | 12,592 | 13,099 | 13,077 |        |        |        |        |       |
| 2号線 | 乗降人員 | 26,052 | 25,611 | 24,728 | 25,116 | 26,161 | 26,143 |        |        |        |        |       |
| 5号線 | 乗車人員 | 4,575  | 4,556  | 4,588  | 4,788  | 5,027  | 5,000  | 5,044  |        |        |        |       |
| 5号線 | 降車人員 | 5,014  | 5,054  | 5,006  | 5,108  | 5,345  | 5,435  | 5,630  |        |        |        |       |
| 5号線 | 乗降人員 | 9,589  | 9,610  | 9,594  | 9,896  | 10,372 | 10,435 | 10,674 |        |        |        |       |

## 駅周辺
- 家具商街
- 広蔵市場（朝鮮語版）
- 企業銀行
- 徳寿中学校（朝鮮語版）
- 芳山総合市場
- 中区庁
- 乙支路4街郵便局
- 照明器具商街
- 中部市場
- 清渓路
- 忠武路
- 平和市場
- NHメディア
- BCカード（朝鮮語版）本社
- NH農協銀行乙支路4街支店

## 隣の駅
ソウル交通公社
 2号線
乙支路3街駅 (203) - 乙支路4街駅 (204) - 東大門歴史文化公園駅 (205)
 5号線
鍾路3街駅 (534) - 乙支路4街駅 (535) - 東大門歴史文化公園駅 (536)